# Opactwo Matki Bożej w Montserrat
Opactwo Matki Bożej w Montserrat – męski klasztor benedyktyński, położony w masywie górskim Montserrat w Katalonii, 40 km na północny zachód od Barcelony, znany z kultu figury Matki Boskiej o ciemnej twarzy, tzw. „Czarnulki” (es La Moreneta). Usytuowany jest na zlepieńcowych formacjach skalnych, w trzech czwartych drogi na szczyt, ok. 1000 m n.p.m. Drugi co do ważności, zaraz po Santiago de Compostela ośrodek pielgrzymkowy w Hiszpanii oraz ośrodek patriotyzmu i nacjonalizmu katalońskiego. Malownicza góra, na której znajduje się klasztor, jest najwyżej położonym miejscem na równinie katalońskiej i z tego powodu bywa odwiedzana przez ludzi chcących zobaczyć z jej szczytu wschód słońca. Ze szczytu widać całą Katalonię.

## Legenda
Według legendy ok. 50 roku n.e. przybył do Montserrat św. Piotr i w grocie-pustelni pozostawił drewnianą figurę Matki Bożej z Dzieciątkiem, wyrzeźbioną przez św. Łukasza. Grota i góra zostały wcześniej przygotowane na miejsce spoczynku figury przez anioły używające złotej piły. To w wyniku ich działalności góra miała uzyskać obecny kształt (jej nazwa „Montserrat” znaczy „przepiłowana góra”). Podczas najazdu muzułmańskich Maurów na Półwysep Iberyjski na początku VIII w. figura zaginęła, ale w 880 została cudownie odnaleziona w Świętej Grocie (Santa Cova), a jej odnalezieniu towarzyszyło wiele cudów, wizje i niebiańska muzyka. W miejscu jej odnalezienia zbudowano kaplicę.
Legenda mówi też o tym, że to w tym miejscu Parsifal miał odnaleźć świętego Graala.

## Historia
Do X w. było to ważne miejsce kultu ludowego. W 976 benedyktyni wybudowali na górze klasztor i słynna z cudów figura stała się celem pielgrzymek znanym w Katalonii i całej Hiszpanii. Klasztor szybko stał się jednym z najważniejszych centrów pielgrzymkowych średniowiecznej Hiszpanii. Miał własną flagę i cieszył się niezależnością. Dzięki licznym donacjom i przywilejom rozwijał się także jako centrum katalońskiej kultury i sztuki. Od 1499 istnieje tu jedna z najstarszych wciąż działających drukarni. W 1522, po nawróceniu, pielgrzymkę do klasztoru odbył Ignacy Loyola.
W 1811 wojska napoleońskie zniszczyły oryginalny XII-wieczny klasztor, zaś obecny kościół pochodzi z 1874. W 1881 La Moreneta została ogłoszona patronką Katalonii. Podczas hiszpańskiej wojny domowej klasztor padł ofiarą prześladowań, 22 mnichów zostało zamordowanych.
W czasach dyktatury Francisco Franco, kiedy używanie języka katalońskiego było zakazane, góra z klasztorem była miejscem schronienia dla uczonych, artystów i studentów zaangażowanych w katalońskim ruchu oporu. Z tego powodu była pod stałą obserwacją policji. W 1947 odbyła się tu uroczysta msza św. w której uczestniczyło 100 tys. ludzi – wbrew ówczesnemu prawu została ona odprawiona w języku katalońskim.

## Zwiedzanie

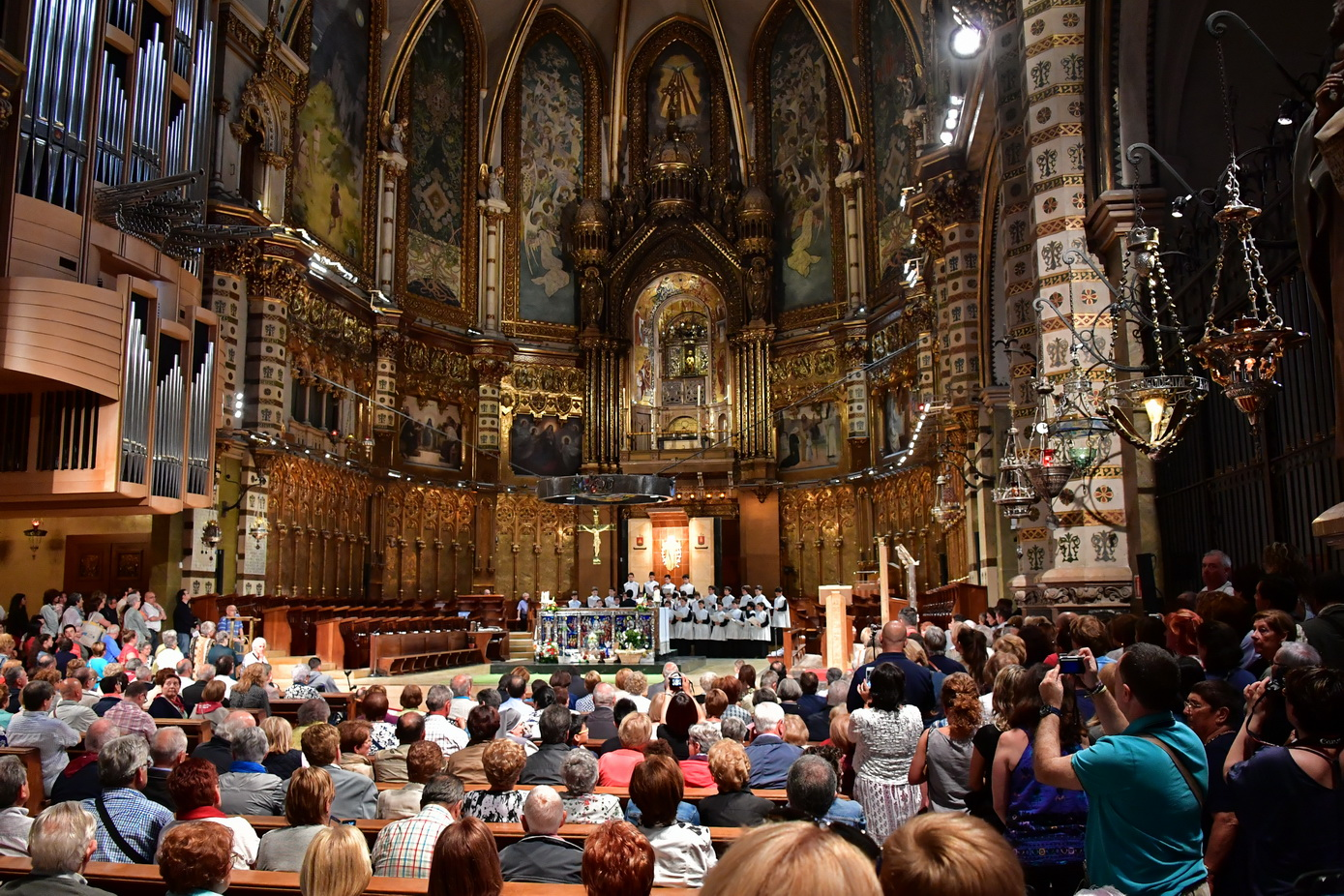
wnętrze bazyliki

Obecnie kompleks jest wciąż czynnym klasztorem benedyktyńskim i najważniejszym ośrodkiem religijnym w Katalonii. Już w XIX wieku stał się miejscem przechowywania dorobku kultury katalońskiej. W 1920 w gmachu bazyliki powstało muzeum (Museo de Montserrat). Obecnie muzeum posiada obrazy wielu znanych hiszpańskich malarzy, takich jak El Greco, Pablo Picasso, Dalí, a także zagranicznych jak  Caravaggio, Tiepolo, Degas, Monet. Klasztorna biblioteka zgromadziła 300 tys. ksiąg.
Sczerniała od palonych przez setki lat świec figura Matki Boskiej znajduje się w niszy, nad ołtarzem głównym bazyliki. Wbrew legendzie, datowanie radiowęglowe wykazało, iż pochodzi ona z XII wieku. Klasztor jest odwiedzany przez turystów, pielgrzymów i młode małżeństwa proszące o pomyślność dla związku. Największe pielgrzymki mają miejsce 27 kwietnia i 8 września.
W Montserrat działa również 50-osobowy chłopięcy chór gregoriański, jeden z najstarszych w Europie, zwany Escolania de Montserrat.
Jest to ważny ośrodek turystyczny regionu Barcelony. Można się do niego dostać drogą jezdną (niedostępną dla samochodów bez zezwolenia) oraz koleją zębatą z Monistrol de Montserrat lub koleją linową. Prowadzą do niego również cztery oznakowane piesze szlaki turystyczne.
Większą część masywu Montserrat obejmuje górski park przyrodniczy.
Na górze działają dwa funikulary, jeden z nich prowadzi do pustelni Sant Joan, skąd w 15 minut można dojść na szczyt, a drugi do groty znalezienia posążku Czarnej Madonny.
4 listopada 2022 roku na terenie bazyliki odsłonięto popiersie św. Jana Pawła II, wzorowane na popiersiu znajdującym się przy Bazylice Kolegiackiej w Sieradzu.